# Ommatius taeniomerus
Ommatius taeniomerus är en tvåvingeart som beskrevs av Camillo Rondani 1875. Ommatius taeniomerus ingår i släktet Ommatius och familjen rovflugor. Inga underarter finns listade i Catalogue of Life.